# Vescovato (Italia)
Vescovato (Vescuvàt in dialetto cremonese, Vescuaàt in dialetto vescovatino) è un comune italiano di 3 971 abitanti della provincia di Cremona, in Lombardia.

Divenne feudo imperiale dei Gonzaga alla fine del XIV secolo.

## Storia

### Fondazione e nome
Non c’è nulla di storicamente certo riguardo alla fondazione di Vescovato, l’unico dato che si impone è l’origine del suo nome, dovuto a una permanenza in tempi Alto Medievali di uno o più; vescovi di Cremona a seguito di rovesci politici e militari. Tra le diverse ipotesi, sembra abbastanza convincente che il possesso delle terre di Vescovato, originariamente della Curia di Cremona, sia successivamente passato a feudatari laici, come i Dovara, che le trasmisero in dote ai Gonzaga eredi di Filippino. Si pensa che Vescovato divenne possesso dei Gonzaga nel 1332, anno del matrimonio tra Filippino Gonzaga e Anna Dovara.

### Gli anni dello sviluppo
Durante gli anni la parola “Vescovatino” suonava come sinonimo di commerciante ambulante, incettatore girovago delle più varie mercanzie, Vescovato aveva difatti conosciuto una crescita socio economica variegata e in continua crescita. La parentesi della prima guerra mondiale (1914-1918) interromperà presto il positivo ciclo produttivo, che riprenderà al termine del conflitto. Il primo dopoguerra per Vescovato e Ca' de' Stefani sarà uno dei periodi più positivi e prosperi della sua storia, l’indicatore demografico è il più significativo al riguardo: i dati del censimento del 1921 ci danno infatti un quadro demografico che non sarà mai più eguagliato con 2 290 abitanti a Vescovato e 1886 a Ca' de' Stefani con un totale di ab. 4876 che rappresenta il massimo storico assoluto. Le nuove costruzioni industriali e la più bella edilizia civile interessarono prevalentemente il territorio di Ca' de' Stefani. Dal punto di vista urbanistico fu notevole la bella realizzazione dell’ampia via d'ingresso al paese da Cremona, (attuale via Marchi) con notevoli edifici in stile Liberty e una schiera di assai decorose case e villette con il giardino. Tra il 1921 e il 1926 si ebbe il periodo di maggiore prosperità che la storia ricordi: oltre alla congiuntura agricola assai favorevole, con ottime rese di prodotti cerealicoli e lattiero-caseari, in questo periodo la produzione della seta raggiunge il suo apice. Nel corso degli anni trenta la produzione della seta continuò tra alti e bassi, anche se era già evidente la debolezza del settore incalzato dall’invincibile concorrenza giapponese e cinese sui mercati internazionali. Tuttavia il quadro dell’economia vescovatina dalla crisi del 1929 fino alla seconda guerra mondiale, si mantiene su livelli di discreto equilibrio. Alla manodopera femminile impiegata nelle filande, in continuo calo, non si trovano alternative, ma un'agricoltura fiorente e tesa ad un costante miglioramento zootecnico e il correttivo tutto vescovatino del commercio dei prodotti delle lavorazioni agricole, e dell'allevamento (oltre all'incetta dei capelli, delle pelli di coniglio, del pelo bovino, delle setole suine, del piumino d'oca, ecc.) con il sorgere di piccole lavorazioni a carattere familiare e il persistere della produzione dei laterizi nelle due notevoli fornaci esistenti, fanno sì che il quadro complessivo per tutto il ventennio fascista, risulti fiorente e positivo. Fino a tutta la seconda guerra mondiale il notevole nucleo degli addetti al commercio di Vescovato (come i “giràdour”), sembra limitarsi a perpetuare di generazione in generazione, senza evolvere verso sbocchi produttivi moderni. Le filande e le fornaci erano l’espressione di un’imprenditoria di provenienza agricola, l'unica all’epoca, in grado di fornire i capitali necessari, legata ai cicli e agli andamenti stagionali, la meno adatta quindi a pensare a delle riconversioni, una volta esaurito un ciclo produttivo. Le fornaci pure lavorarono almeno stagionalmente fino a tutti gli anni '50-'60. Le particolari condizioni dell’economia di guerra, sembrano favorire il commercio vescovatino con la rivalutazione di ogni genere di materiali di scarto tradizionalmente raccolti, nella contingenza di penuria autarchica di cui soffriva l'economia dell’intero Paese. Infine la debolezza delle infrastrutture sia di trasporto, sia di quelle creditizie assicurative (fino a dopo il 1946 esisteva un unico sportello bancario); e il ruolo non certo propulsivo delle Amministrazioni Comunali, completano un quadro che dietro l’apparenza di vitalità e attivismo, è invece stagnante e in piena recessione, tale da rendere molto arduo il passaggio sociale, culturale, ancora più che economico, verso prospettive di produzione moderna. La lunga parentesi della “seconda guerra mondiale” congela questo assetto socio-economico, la cui precarietà e difficoltà emergerà chiaramente alla fine del conflitto.

### Simboli
Lo stemma è stato concesso con regio decreto del 3 ottobre 1929.
Il gonfalone è un drappo di azzurro.

## Società

### Evoluzione demografica
Abitanti censiti

## Infrastrutture e trasporti
Tra il 1889 e il 1955 la frazione Montanara ospitò una stazione tranviaria lungo la tranvia Cremona-Ostiano che nel 1927 divenne località di diramazione della linea Cremona-Asola; quest'ultima comprendeva altresì una seconda stazione in località Ca' de' Sfondrati, mentre una terza stazione, posta lungo la linea di Ostiano, sorgeva in posizione più centrale. Tali impianti erano in ultimo gestiti dalla società Tramvie Provinciali Cremonesi.